# Yara, Cuba
Yara là một đô thị ở tỉnh Granma của Cuba, nằm ở trung độ giữa các thành phố Bayamo và Manzanillo, ở vịnh Guacanayabo. Yara có nghĩa "nơi chốn" trong tiếng Taíno.
Đô thị này được lập năm 1912, khi Manzanillo được chia tách.
Đô thị này được chia ra barrio Yara, Yara Arriba, Coco, Caboa, Cabagán, Calambrosio và Canabacoa.

## Dân số
Năm 2004, đô thị Yara có dân số 59.415. diện tíhc 576 km² (222,4 mi²), mật độ dân số là 103,2người/km² (267,3người/sq mi).